# German Onugcha
German Olegovič Onugcha (in russo Герман Олегович Онугха?; Mosca, 6 luglio 1996) è un calciatore russo, attaccante del Vejle in prestito dal Copenaghen.

## Biografia
Nato a Mosca da madre russa e padre nigeriano.

## Caratteristiche tecniche
È un centravanti.

## Carriera
Dopo aver giocato con squadre amatoriali come Torpedo Tamala, Narovchat ed Atmis Kevdo-Melsitovo nel 2016 è entrato a far parte del settore giovanile dello Zenit Penza. Ha debuttato in prima squadra il 1º settembre 2017 disputando l'incontro di Pervenstvo Professional'noj Futbol'noj Ligi perso 2-0 contro il Rjazan', mentre il 14 ottobre seguente ha segnato una doppietta nel pareggio per 3-3 contro il Metallurg Lipeck.
Nel 2018 ha militato per una stagione nel Volgar' Astrachan', prima di passare al Krasnodar che lo ha inizialmente aggregato alla propria seconda squadra. Le buone prestazioni mostrate in Pervenstvo Futbol'noj Nacional'noj Ligi gli hanno aperto le porte della squadra principale, con cui ha debuttato il 25 settembre 2019, in occasione dell'incontro di Kubok Rossii perso 1-0 contro il Nižnij Novgorod. Il 5 luglio seguente ha esordito anche in Prem'er-Liga entrando in campo nel secondo tempo del match perso 4-2 contro lo Zenit San Pietroburgo.
L'11 agosto seguente è stato ceduto in prestito con opzione di riscatto al Tambov.
Il 2 settembre 2024 viene acquistato dal Copenaghen.

## Statistiche
Statistiche aggiornate al 17 giugno 2024.

### Presenze e reti nei club
| Stagione        | Squadra                | Campionato      | Campionato | Campionato | Coppe nazionali | Coppe nazionali | Coppe nazionali | Coppe continentali | Coppe continentali | Coppe continentali | Altre coppe | Altre coppe | Altre coppe | Totale | Totale | Totale |
| Stagione        | Squadra                | Comp            | Pres       | Reti       | Comp            | Pres            | Reti            | Comp               | Pres               | Reti               | Comp        | Pres        | Reti        | Pres   | Reti   |        |
| --------------- | ---------------------- | --------------- | ---------- | ---------- | --------------- | --------------- | --------------- | ------------------ | ------------------ | ------------------ | ----------- | ----------- | ----------- | ------ | ------ | ------ |
| 2017-2018       | Zenit Penza            | 2D              | 11         | 2          | CR              | 0               | 0               |                    | -                  | -                  |             | -           | -           | 11     | 2      |        |
| 2017-2018       | Volgar' Astrachan'     | 1D              | 10         | 3          | CR              | 0               | 0               |                    | -                  | -                  |             | -           | -           | 10     | 3      |        |
| 2018-2019       | Krasnodar-2            | 1D              | 35         | 5          |                 | -               | -               |                    | -                  | -                  |             | -           | -           | 35     | 5      |        |
| 2019-2020       | Krasnodar-2            | 1D              | 23         | 11         |                 | -               | -               |                    | -                  | -                  |             | -           | -           | 23     | 11     |        |
| 2020-2021       | Krasnodar-2            | 1D              | 1          | 1          |                 | -               | -               |                    | -                  | -                  |             | -           | -           | 1      | 1      |        |
| 2019-2020       | Krasnodar              | PL              | 2          | 0          | CR              | 1               | 0               |                    | -                  | -                  |             | -           | -           | 3      | 0      |        |
| 2020-gen.2021   | Tambov                 | PL              | 11         | 4          | CR              | 2               | 2               |                    | -                  | -                  |             | -           | -           | 13     | 6      |        |
| feb.-giu.2021   | Vejle                  | S               | 8+9        | 1+4        | P               | 2               | 0               |                    | -                  | -                  |             | -           | -           | 19     | 5      |        |
| lug.-ago.2021   | Kryl'ja Sovetov Samara | PL              | 4          | 0          | CR              | -               | -               |                    | -                  | -                  |             | -           | -           | 4      | 0      |        |
| ago.2021-2022   | Rubin                  | PL              | 23         | 2          | CR              | 2               | 1               |                    | -                  | -                  |             | -           | -           | 25     | 3      |        |
| 2022-gen.2023   | Bnei Sakhnin           | Lh              | 8          | 0          | GH              | 0               | 0               |                    | -                  | -                  |             | -           | -           | 8      | 0      |        |
| gen.-giu.2023   | Vejle                  | 1D              | 4+10       | 2+4        | P               | 2               | 0               |                    | -                  | -                  |             | -           | -           | 16     | 6      |        |
| 2023-2024       | Vejle                  | S               | 22+9       | 7+8        | P               | 1               | 0               |                    | -                  | -                  |             | -           | -           | 32     | 15     |        |
| Totale Vejle    | Totale Vejle           | Totale Vejle    | 62         | 26         |                 | 5               | 0               |                    | -                  | -                  |             | -           | -           | 67     | 26     |        |
| Totale carriera | Totale carriera        | Totale carriera | 190        | 54         |                 | 10              | 3               |                    | -                  | -                  |             | -           | -           | 200    | 57     |        |

## Palmarès

### Club

#### Competizioni nazionali
- 1. Division: 1

Vejle: 2022-2023

### Individuale
- Capocannoniere del campionato danese: 1

2023-2024 (15 reti)